# Schaal Sels 2007
La Schaal Sels 2007, ottantaduesima edizione della corsa, valida come evento dell'UCI Europe Tour 2007 categoria 1.1, si svolse il 4 settembre 2007 su un percorso di 198,4 km. Fu vinta dal belga Kenny Dehaes, che terminò la gara in 4h24'08" alla media di 45,06 km/h.
Furono 106 i ciclisti che portarono a termine il percorso.

## Ordine d'arrivo (Top 10)
| Pos. | Corridore          | Squadra        | Tempo    |
| ---- | ------------------ | -------------- | -------- |
| 1    | Kenny Dehaes       | Ch. Jacques    | 4h24'08" |
| 2    | Stefan van Dijk    | Wiesenhof      | a 1"     |
| 3    | Robbie McEwen      | Predictor      | s.t.     |
| 4    | Jeremy Hunt        | Unibet.com     | s.t.     |
| 5    | Kenny van Hummel   | Skil-Shimano   | s.t.     |
| 6    | Robert Wagner      | Wiesenhof      | s.t.     |
| 7    | Gediminas Bagdonas | Klaipeda       | s.t.     |
| 8    | Janek Tombak       | Jartazi        | s.t.     |
| 9    | René Haselbacher   | Astana         | s.t.     |
| 10   | Martyn Maaskant    | Rabobank Cont. | s.t.     |